# 호세 마리아 디아스 상후르호
호세 마리아 디아스 상후르호(스페인어: José María Díaz Sanjurjo, 1818년 10월 25일 - 1857년 7월 20일)는 스페인 선교사로 플라테아 주교의 교구 신부로 중앙 베트남 교구의 신부였다.

## 생애
그는 1818년 10월 25일 스페인 루고 지방 산타 울랄리아 데 수에고스 마을에서 태어났다. 그는 루고의 신학교와 산티아고에 있는 데 콤포 스텔라 대학교에서 공부했다. 1843년 9월 24일 도미니크 수도원에 합류했다. 1844년 3월 23일 그는 성직자로 서임되었다. 그 후 그는 동남아시아 선교사로 파송되었다. 1844년 9월 14일, 마닐라에, 1845년에 베트남에 도착했다. 그는 베트남인들에게 라틴어 문법을 가르치면서 선교와 교육 활동에 종사했다. 1852년 8월 26일 베트남 중부의 비카리아테의 교구 사제로 임명되었다.
당시 베트남에서 뜨득 황제가 가톨릭을 금지하였으며, 1856년 3월에 남딘에서 체포되어 1857년 7월 20일 참수되었다. 처형된 그의 시신과 절단된 머리는 강물에 던져졌고, 얼마 후 시체는 가톨릭을 믿는 어부에 의해 발견되었다.
1951년 4월 29일, 교황 비오 12세에 의해 순교자로 시복되었고, 1988년 6월 19일에는 교황 요한 바오로 2세에 의해 성인으로 시성되었다.
가톨릭 교회에서 베트남의 거룩한 순교자들의 기념일은 11월 24일이다.

## 같이 보기
- 아네 레티타인
- 이그나시오 델가도
- 발렌틴 데 베리오초아
- 멜초르 가르시아 삼페드로
- 페드로 알마토
- 도밍고 에나레스
- 헤로니모 헤르모실라